# Préhistoire du Brésil

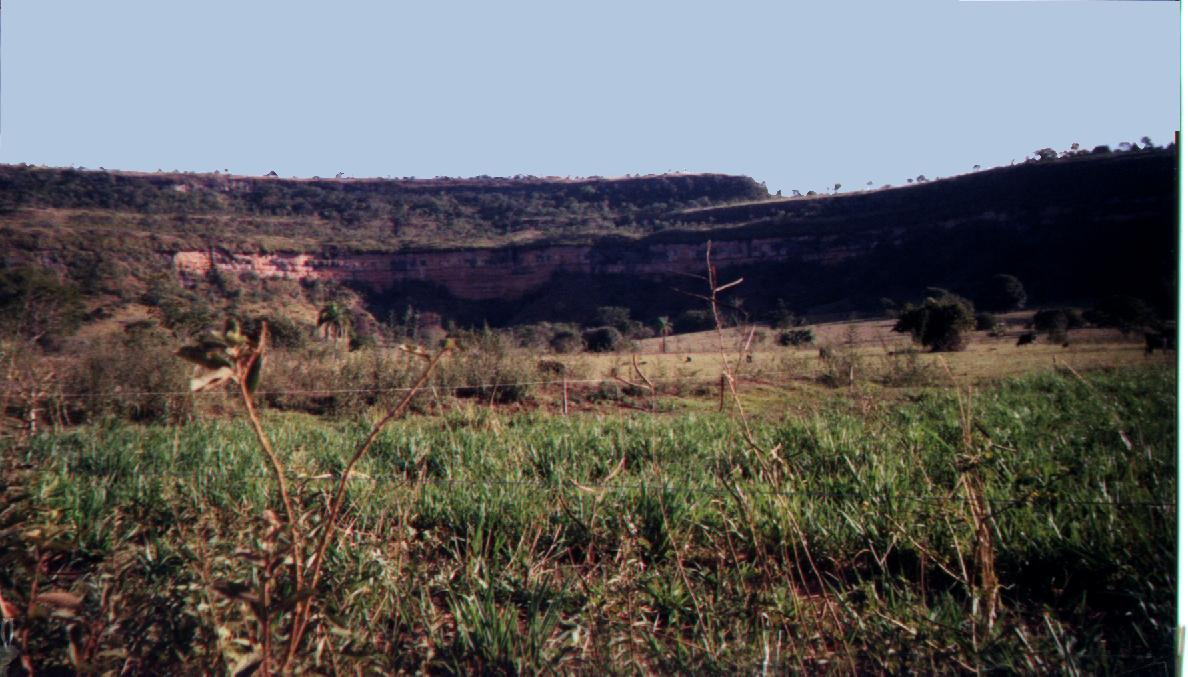
Serra da Boa Vista (Minas Gerais), où les archéologues ont trouvé de nombreux vestiges archéologiques

La préhistoire du Brésil commence avec le premier peuplement humain du territoire brésilien. Selon les datations archéologiques les plus récentes, le peuplement du territoire brésilien aurait débuté il y a plus de 40 000 ans. Cependant, les études paléogénétiques portant sur les spécimens humains fossiles les plus anciens connus sur le continent américain (datés jusqu'à 13 600 ans avant le présent), les rattachent à une population paléoindienne, ancêtre des actuels Amérindiens, dont l'arrivée sur le continent n'excèderait pas 20 000 ans AP.   
Certains préhistoriens brésiliens préfèrent désigner la période précédant l'arrivée des Européens par le terme « précabraline », en référence au navigateur portugais Pedro Álvares Cabral (découvreur du Brésil en l'an 1500), plutôt que le terme « précolombien » (en référence à Christophe Colomb). Bien que la préhistoire traditionnelle soit subdivisée en Eurasie en Paléolithique, Mésolithique et Néolithique, les préhistoriens du continent américain utilisent généralement plutôt les divisions géologiques que sont l'Holocène et le Pléistocène, ou des subdivisions propres au continent américain.

## Historique

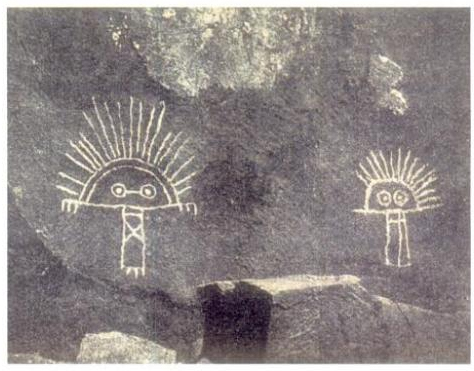
Art rupestre dans le Pará

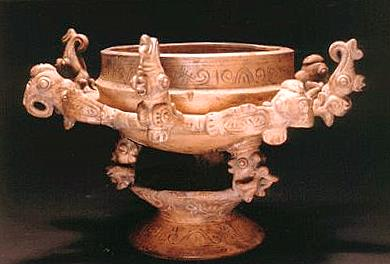
Vase de "cariátides", pièce ancienne trouvée à Santarém (Amazonie)

Le premier scientifique à avoir trouvé des indices archéologiques au Brésil fut le danois Peter Wilhelm Lund. Après ses découvertes, entre 1834 et 1843, d'ossements humains à Cerca grande (dans la région de Lagoa Santa, où fut mis au jour le squelette Luzia en 1974-1975), Peter Wilhelm Lund défendit la présence d'hommes au Brésil en opposition avec le catastrophisme, théorie dominante dont Cuvier était partisan. On peut constater que longtemps ses résultats n'ont pas été bien accueillis par la communauté scientifique.
Au XIXe siècle, des scientifiques ont trouvé des sambaquis (amas coquilliers) sur le littoral brésilien. Quelques chercheurs ont défendu l'origine humaine de ces sites, alors que d'autres les expliquaient par des phénomènes naturels. Le Museu Paulista envoya alors un groupe d'archéologues pour enquêter sur les sambaquis. Ces derniers ont alors conclu que ces amas étaient bien des vestiges archéologiques.
L'Amazonie a beaucoup été explorée entre 1880 et 1900. Durant cette période, les archéologues y ont découvert des pièces de céramique marajoara. Entre 1926 et 1929, l'historien J. A. Padberg-Drenkpohl a réalisé des fouilles dans le Lagoa Santa pour y chercher de nouveaux vestiges.
Après 1950, de nombreux vestiges ont été mis au jour au Brésil. Quelques traces archéologiques des Sambaquis du Paraná ont été rassemblées par l'allemand Guilherme Tiburtius. Au même moment, Clifford Evans et Betty J. Meggers ont fait de grandes découvertes en Amazonie.
Aujourd’hui, bien que limités en nombre, plusieurs cursus d'archéologie sont dispensés dans les universités brésiliennes.

## Environnement
L'archéologie est en zone tropicale rendue difficile par une biodégradation accélérée des artéfacts de bois, notamment en zone de jungle, où en outre la végétation recouvre rapidement les constructions humaines. Le climat, les fortes pluies et les inondations rendent plus difficiles les campagnes de fouilles et de sondages.
De plus les vestiges laissés par de nombreux peuples premiers de la forêt amazonienne sont beaucoup moins durables et monumentaux que ceux des peuples andins ou de la côte pacifique. 
Les archéologues doivent donc utiliser d'autres indices et s'appuyer sur l'écologie historique amazonienne, et notamment sur l'étude de la flore actuelle et des microfossiles tels que charbons de bois, pollens et phytolithes qui révèlent a posteriori un certain nombre d’occupations humaines et de domestication de végétaux. L'archéologue fait aussi appel à l'anthropologie de la nature, la botanique, l'ethnobotanique, l'écologie du paysage, l'ethnohistoire...
Des bases de données telles que celle du réseau Atdn (Amazon Tree Diversity Network), qui recouvre une grande partie de l’Amazonie [sensu lato], grâce à laquelle Levis et al. ont pu en 2017 montrer, à partir de l'étude des espèces d'arbres d'un millier de parcelles inventoriées par les botanistes, sur le grand ensemble amazonien, que l’influence humaine précolombienne est encore de nous jours visible sur la végétation, via l’abondance d’espèces plus ou moins domestiquées ou favorisées, dont l'arbre donnant la noix du Brésil (Bertholettia excelsa), le cacao (Theobroma cacao), le caoutchouc (hévéa, Hevea brasiliensis), le roucou (Bixa orellana), et de nombreuses palmiers (Euterpe oleracea, Oenocarpus bacaba notamment). Néanmoins le degré d'anthropisation de la jungle n'est pas tranché pour l’ouest amazonien où les amérindiens de la période préhistorique pourraient n'avoir modifié la forêt que localement et près des fleuves, et non les zones d'interfluve, notent Piperno et al. en 2015  et 2017 ; ou encore Watling et al. en 2017 . En outre dans les années 2010, le choix des espèces indicatrices d'antrhopisation et leur degré de domestication par l'homme fait aussi encore débat pour l'Amazonie (les singes ou d'autres espèces impliquées dans la dispersion des graines ont aussi pu influer sur la répartition de ces espèces, d'arbres tout particulièrement). 

## Peuplement du territoire

### Sites préhistoriques
Dans les États de Minas Gerais, de Bahia et de São Paulo, des vestiges archéologiques ont été datés de 40 000 à 12 000 ans avant le présent (AP), comme sur le site archéologique Alice Boër, situé dans l'État de São Paulo,.
En 1986, la préhistorienne brésilienne Niède Guidon découvrit dans le parc national de la Serra da Capivara, situé dans le sud-est de l'État du Piauí (centre du Brésil), des galets taillés de main d’homme, datés à l'époque de 32 000 ans AP. Les analyses entreprises en 2014 sous la direction du chercheur français Éric Boëda, qui dirige la Mission franco-brésilienne du Piauí depuis 2008, ont confirmé ces résultats.
Le site de la grotte de Pedra Furada, dans le parc national de la Serra da Capivara, connu pour ses peintures rupestres, a livré des charbons de bois fossiles datés entre 60 000 et 55 000 ans AP (procédé de datation ABOx-SC), mais leur origine naturelle ou anthropique est difficile à départager. Les artefacts trouvés sur le site sont datés de 48 000 à 35 000 ans AP (datation par le carbone 14).
Dans l'État du Piauí, les sites de Vale da Pedra Furada, Sitio do Meio, Tia Peia, Toca da Pena, Toca da Janela da Barra do Antonião-Norte, Boqueirão da Pedra Furada, Livierac et Coqueiros offrent chacun une séquence stratigraphique comportant de nombreux niveaux archéologiques qui s'échelonnent régulièrement entre au moins 40 000 ans AP et le début de l'Holocène. Le nombre de sites paléolithiques anciens découverts dans cette micro-région du sud du Piauí est si élevé qu'il prouve un large peuplement de l'Amérique du Sud depuis bien plus longtemps que supposé auparavant.
Le 10 mars 2021, Éric Boëda et son équipe ont publié la découverte de 2 200 artéfacts en pierre datés d’environ 24 000 ans à Vale da Pedra Furada, un site à ciel ouvert situé sur la rive gauche de la vallée du Baixão da Pedra Furada. Parmi ces artéfacts, l’un d’eux se distingue. Il s’agit d’une plaque d’arénite silteuse qui présente des caractéristiques techniques jusqu’alors inconnues dans les sites paléoaméricains. Cette découverte ajoute de nouvelles informations sur une occupation humaine de la région pendant le dernier maximum glaciaire (26 500 à 19 000 ans AP), contredisant ainsi à nouveau la théorie d'un peuplement seulement postglaciaire de l’Amérique du Sud.

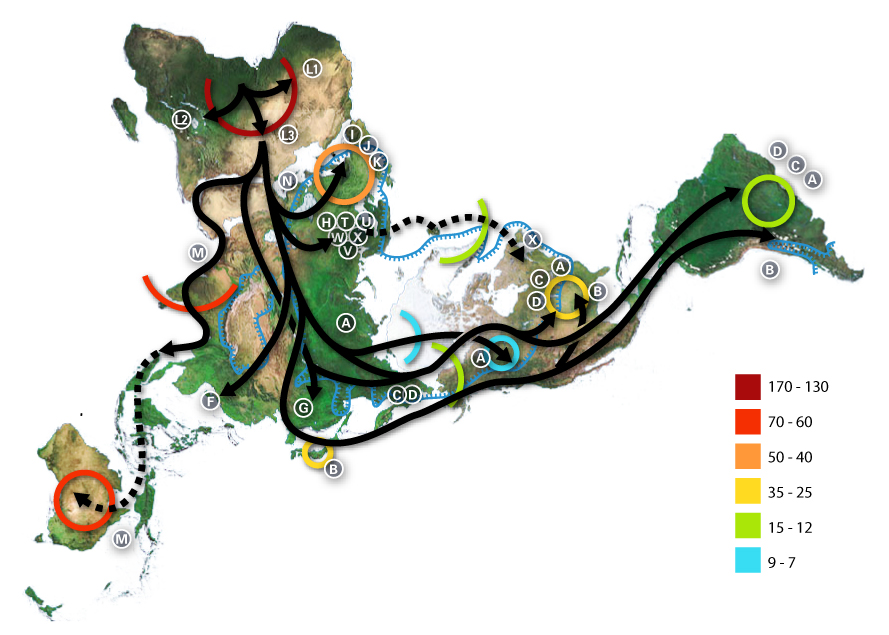
Dispersion humaine et ADN mitochondrial (datations en milliers d'années avant le présent), d'après Douglas Wallace (1998)

### Génétique
Il existe un consensus parmi les chercheurs sur le fait que les Paléoindiens, ancêtres des actuels Amérindiens, sont entrés sur le continent américain depuis la Béringie il y a seulement entre 20 000 et 16 000 ans. Deux routes possibles, une côtière et une intérieure, ont été proposées. La première aurait probablement facilité une expansion rapide vers le sud, le long des régions côtières du Pacifique.
Un squelette fossile d'enfant trouvé sur le site archéologique d'Anzick, dans le Montana, aux États-Unis, daté d'environ 12 600 ans avant le présent, et associé à la culture Clovis, appartient génétiquement à la population paléoindienne. Une étude a montré l'affinité génétique de différents anciens squelettes du Brésil et d'autres pays d'Amérique du Sud avec Anzick-1 (en). La population autochtone actuelle du continent américain se subdivise génétiquement en une branche sud-amérindienne, qui inclut l'Amérique du Sud, le Mexique et l'essentiel des États-Unis, et une branche nord-amérindienne, qui couvre le Canada et le Nord des États-Unis.
L'existence de sites archéologiques antérieurs à 20 000 ans AP ne pourrait donc s'expliquer que par la présence sur le continent américain d'une population antérieure aux Paléoindiens, généralement connue sous le nom de Paléoaméricains, et que les Paléoindiens auraient entièrement remplacée au cours du Tardiglaciaire.

## Holocène

### Kuhikugu (1300 av. J.C. – 1500)
Kuhikugu est une cité récemment découverte par des fouilles archéologiques au sud de la forêt amazonienne, plus précisément dans le Parc indigène du Xingu par l'archéologue Michael Heckenberger. Cette cité de Kuhikugu semble avoir été un grand complexe urbain avant l’arrivée des européens au Brésil (en 1500). 
Les travaux archéologiques montrent que les habitants de Kuhikugu avaient construit des fortifications, des tranchées et des routes. Les archéologues ont estimé que la ville a pu accueillir jusqu'à 50 000 habitants.
Les indiens cultivaient la manioc (tupi ancien : mani’oca).
La disparition de cette population est due à l'introduction de maladies véhiculées par les Européens.